# 翠華餐廳集團

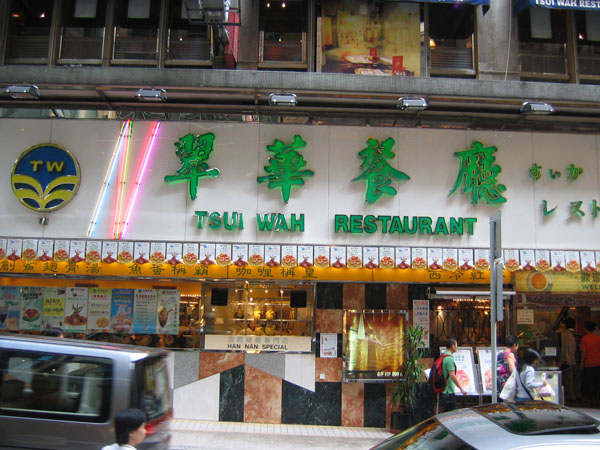
中環威靈頓街分店

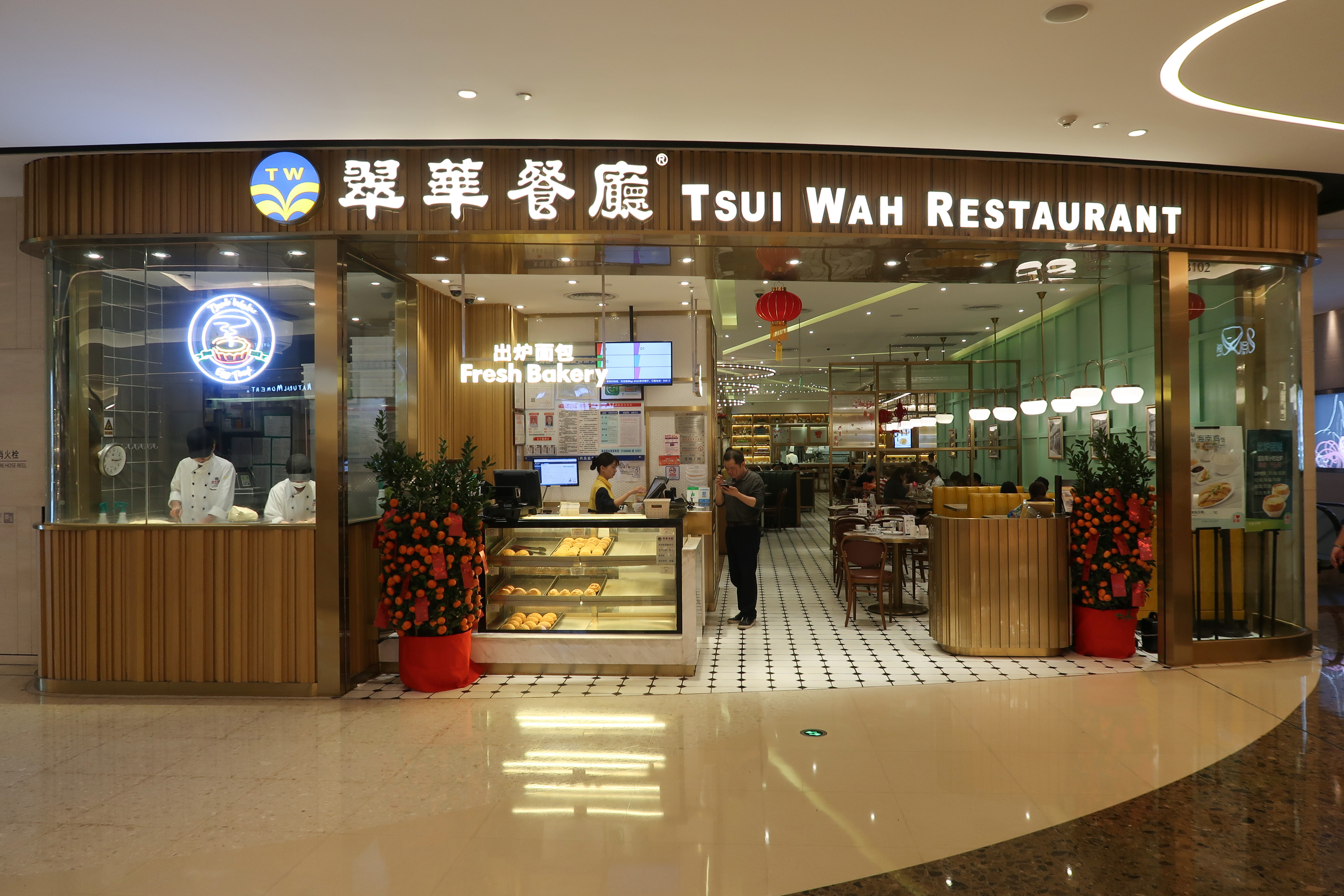
中國廣州市IGC 天匯廣場分店

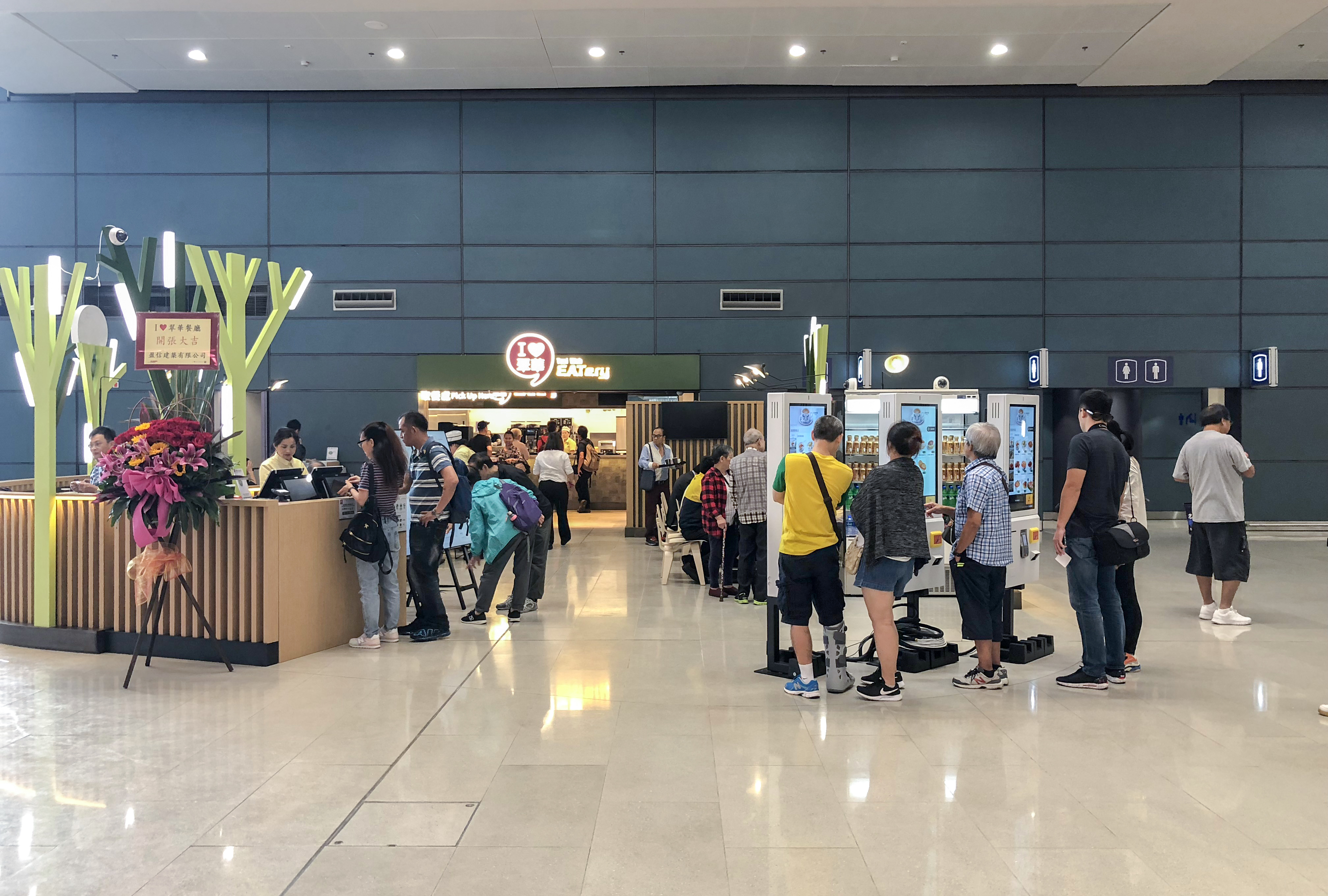
港珠澳大橋香港口岸旗艦店

翠華控股有限公司（英語：Tsui Wah Holdings Limited，港交所：1314）是香港的茶餐廳集團，也是業內首間上市的茶餐廳品牌，集團總辦公室當時在觀塘鴻圖道2號及勵業街50號，但在2015年11月13日已搬至新界葵涌梨木道88號達利中心16樓1606至1608室，2023年3月20日起遷到新界沙田大圍成全路1-7號順景工業大廈3樓A室。目前，集團合共經營52間餐廳，當中香港6間、中國內地40間、澳門3間、以及新加坡3間。

## 公司資料
翠華餐廳現任董事會主席為李遠康，曾經是上環「海安咖啡室」送外賣的低層員工（香港俗稱「外賣仔」），後來亦做過水吧（負責沖製飲品）、餅房（負責製作餻餅）等工作；於1989年白手興家，接手由蔡創波創辦的翠華餐廳。
翠華控股有限公司於2012年11月26日於香港股票市場上市，現時法定股本為100億股，股票面值為0.01港元，每買賣單位2,000股，截至2022年12月已發行1,411,226,450股。

## 董事局
執行董事
- 李遠康先生（主席），通過翠發有限公司持股 54.57%（受控法團權益）
- 李堃綸先生（行政總裁），持股 0.01%
- 李易舫女士

非執行董事
- 鄭仲勳先生
- 黃志堅先生

獨立非執行董事
- 吳慈飛先生
- 鄧文慈先生
- 嚴國文先生

## 業務
翠華的食品種類繁多，大部分香港茶餐廳的食物都有供應，招牌菜為香滑鍚蘭奶茶、外脆內軟奶油豬、自家製魚蛋片頭河及招牌咖哩等，為香港創造多個經典美食。近年更推出月餅及XO醬等零售產品，深受市民及遊客歡迎。
翠華設有多項員工福利，包括：書簿費援助計劃、白日夢獎學金計劃、員工值班時提供免費餐廳用餐、生日禮券、「試食簽賬卡」、年終酌情花紅等，管理層又經常在餐廳舉辦晚宴招待前線員工，並參訪不同餐廳。

### 旗下品牌
翠華旗下除了翠華餐廳外，亦包括日式燒丼專門店「廿一堂」、主打日式洋食的「揚食屋」、「堅信號上海生煎皇」、「川辣堂」及「From Seed to Wish」等。另外還有錫蘭冰室。2025年，翠華亦收購了鴻運冰廳餅店。

### 已結束品牌
翠華旗下已結束品牌包括麵包店「BEAT Bakery」、茶餐廳「輕。快翠」、「翠華燒味」、日式餐廳「千羽堂」。

### 歷史

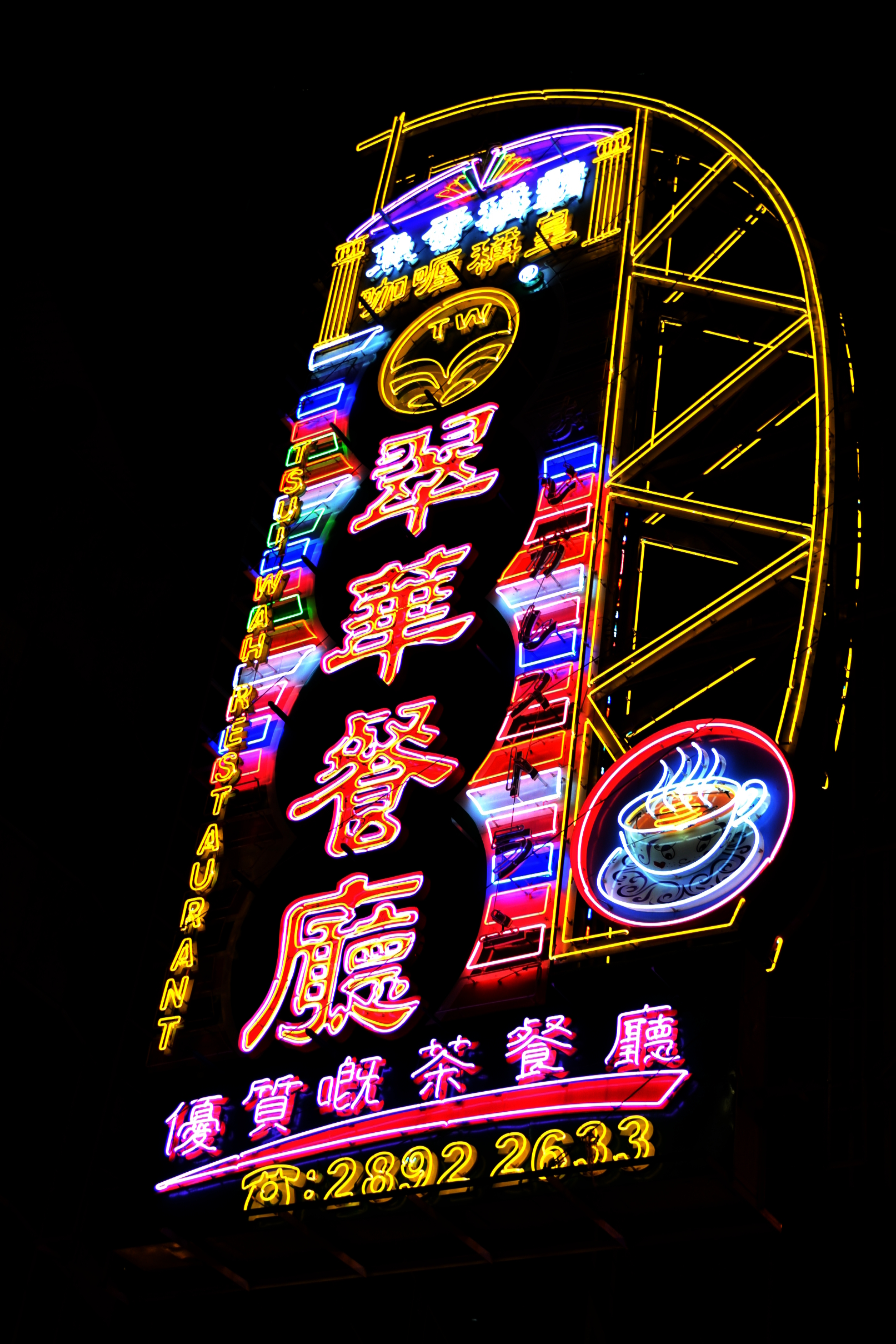
早期開設於地舖的翠華餐廳分店，該大廈外牆均掛有巨型霓虹招牌，但現皆拆卸

- 1967年，蔡創波在九龍旺角甘霖街開設翠華冰室。
- 1977年，在九龍新蒲崗開設第一間翠華餐廳。
- 1989年，蔡創波一家移民，翠華由李遠康等夥計以20多萬元接手經營。[8]
- 1990年代在中環開設分店，並走少數的高級茶餐廳路線，自此便不斷擴張，在各區開設分店。
- 在銅鑼灣首創該區二十四小時營業的茶餐廳。[何时？]
- 2001年斥資約5780萬元購入中環德輔道中84至86號舖位，擁有約5000方呎樓面，一直作自用
- 首間外送服務中心「快翠送」於2012年底正式開業，設於深水埗荔枝角道210號地下，提供自取外賣及電單車外送服務。
- 2012年11月26日上市。
- 2014年1月翠華斥資2.17億元，平均呎價達3,000元，向港九潮州公會會長兼馬主張敬川購入葵涌梨木道88號達利中心16樓全層及17樓01至04室，4個單位，總面積達72,341方呎，是次收購之物業將用作集團於香港開設第二個中央廚房之用，以增加集團生產力
- 2014年1月翠華以「心園有限公司」（GOOD CORE LIMITED）的公司名義與銅鑼灣駱克道485號恆景大廈地下至3樓業主戲院大王陳俊巖簽下10年的長租約，租下富臨飯店原址。首5年月租122萬元，之後每月租金升20%至146.4萬元；租約期至2023年12月底，合共面積近8,000方呎，呎租近153元(後5年呎租約183元)。陳氏早於1954年以26萬元購入。[9]
- 2015年5月，翠華以20萬元月租，租下筲箕灣樂融軒的地下舖位。舖位面積約2800方呎，為翠華茶餐廳首次進駐筲箕灣。[10]
- 2015年12月31日，前非執行董事張偉強退任，此外首席財務官楊東也退任，改由康安妮委任，由2016年1月1日開始。[11]
- 2016年4月25日，執行董事何庭枝改任非執行董事，此外該公司委任彭烱豪行政總裁，由2016年6月1日開始。[12]
- 2016年11月1日，李遠康兒子李祉鍵委任執行董事，而黃志堅、鄭仲勳和鄭如生委任非執行董事，另外鄧文慈委任獨立非執行董事[13]。
- 2017年1月26日，翠華控股以2.55億元向5名控股股東，收購觀塘翠華集團中心整幢樓宇。[14]
- 2017年4月，收購翠華集團中心交易很快遭股東反對而泡湯。2018年6月19日，據最新資料顯示，翠華集團中心主要業權，疑已易手至新地（0016）郭氏兄弟親戚、「釘王」郭炳燊手上，意味4名翠華創辦人可成功套現，物業亦可能將於2019年收回，不再租予翠華。[15]
- 2017年8月17日，翠華與業主協成行已達成續租協議，以月租約130萬元，呎租159元續租威靈頓街17至19號香港工商大廈地庫、地下、閣樓及1樓共4層，合共8,160方呎巨舖。以三年租約期計，翠華總月租開支約4,680萬元，較現時租金少約3,600萬元。
- 2017年12月23日，推出全新烘焙品牌「Beat」，希望以多品牌策略擴大市場滲透率，首間「Beat by TSUI WAH」將（12月23日）在尖沙嘴港鐵站內開業，
- 2018年6月5日，翠華控股推出兩個全新品牌，分別為「廿一堂」及「輕。快翠」，以多品牌策略以進一步擴大滲透率，兩個品牌分別於將軍澳天晉匯二期及中環大館營運。
- 2018年，翠華以925萬港元入股正宗上海生煎皇65%股權，正宗上海生煎皇其後易名為堅信號上海生煎皇。[16]
- 2019年7月29日，銅鑼灣景隆街20至22號新安大廈地下分店，是日正式停止營業，該舖面積約2,600方呎，每月租金約52萬元，呎租約200元。
- 2019年8月15日，銅鑼灣謝斐道483至499號地舖分店正式停止營業，該舖面積約4,000方呎，每月租金約50萬元，呎租約125元。到2020年初位於中環威靈頓街17至19號，開業近22年的旗艦店亦停止營業。[17]
- 2020年5月27日，集團中標機管局在香港國際機場一號客運大樓的食肆經營權，為期5年，將開設旗下翠華餐廳、廿一堂及堅信號上海生煎皇食肆，期間授權經營費合共約1.71億元。[18]
- 2020年6月30日，集團公布業績，由盈轉為虧損3.17億港元[19][20]。其中香港業務收入8.77億元，按年減少24.2%，中國大陸業務收入4.88億港元，按年減少20.4%。集團指受全球經濟環境不明朗，中美貿易緊張局勢影響全球經濟，加上反對逃犯條例修訂草案運動，以及全球爆發疫情，入境旅客及出外用膳市民都急劇下跌。集團透過董事局及管理層員工減薪30%，作為控制成本[1][21][22]。
- 2021年3月7日，翠華集團在中環德輔道中84至86號地下及地庫分店，已因租約期滿結業。[23]
- 2021年12月8日，媒體報導觀塘翠華集團中心兩層分店已結束營業，目前全港僅餘12家翠華門店，相反2018年收購的「堅信號上海生煎皇」卻備受重視，目前分店數目已追平「翠華」品牌。[24]
- 2024年2月17日，目前全港僅餘6家翠華門店。
- 2025年，翠華收購了鴻運冰廳餅店並在原址重開營業。[25]

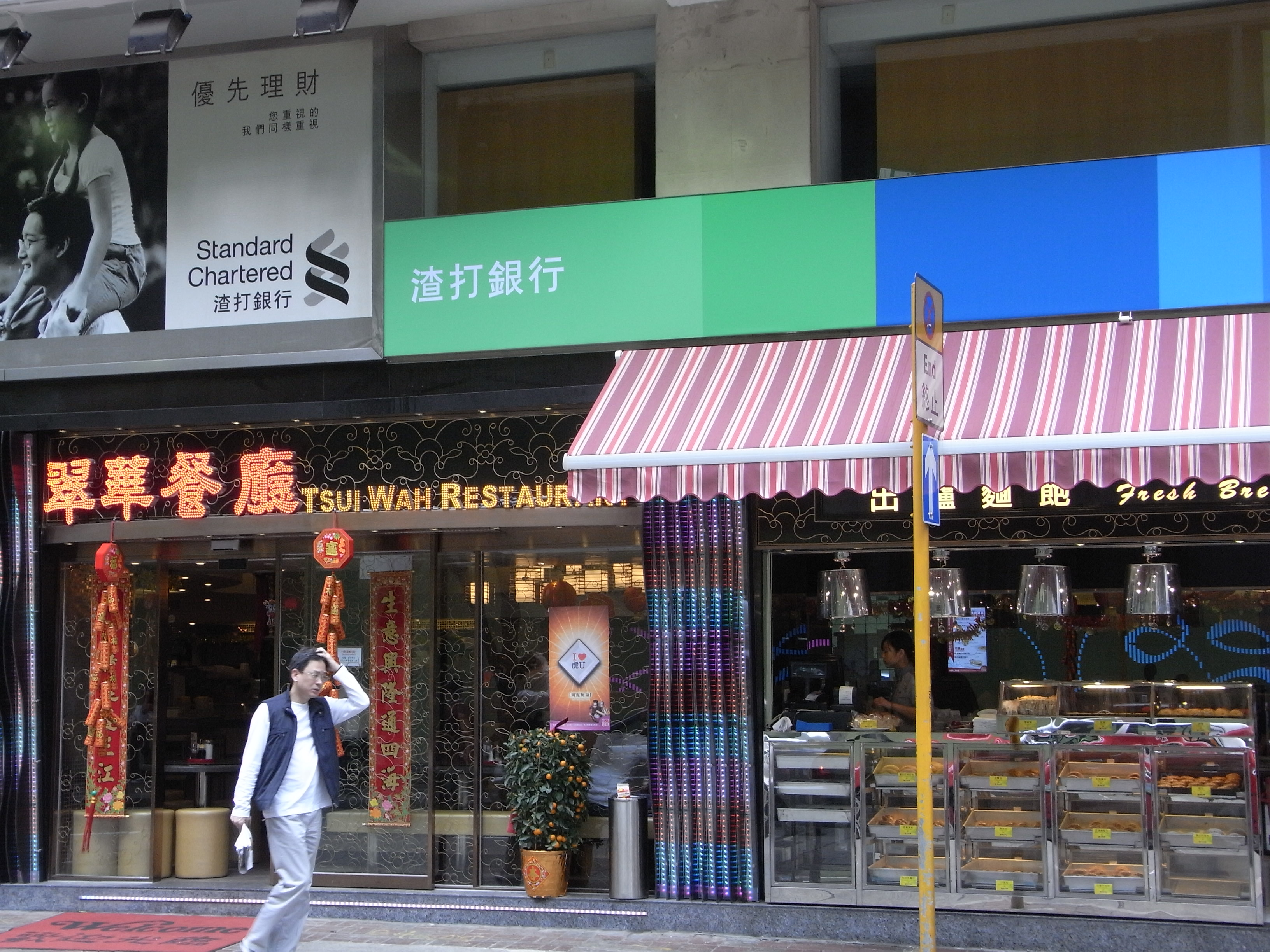
中環德輔道中分店（結業前）
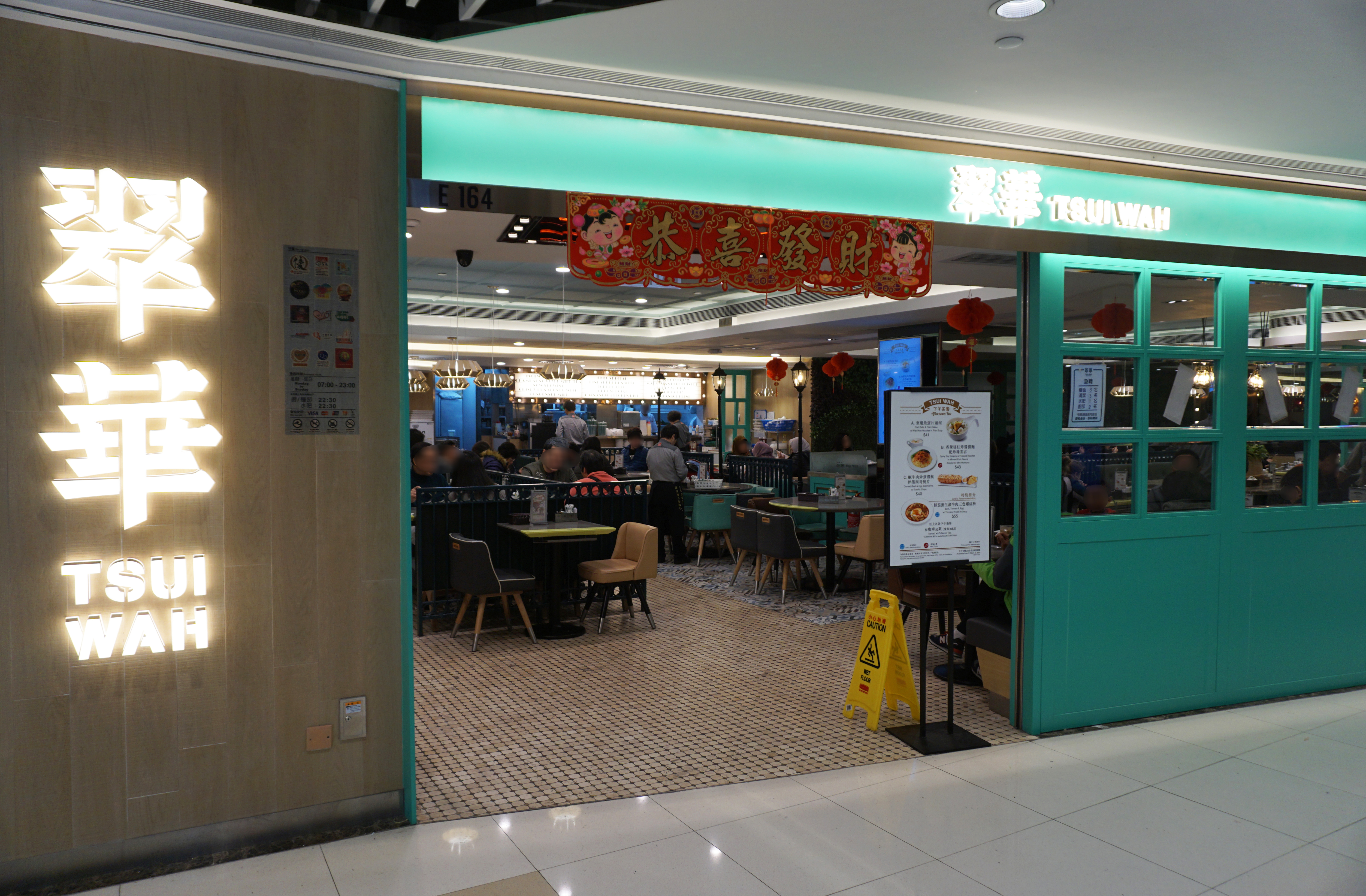
將軍澳厚德邨分店
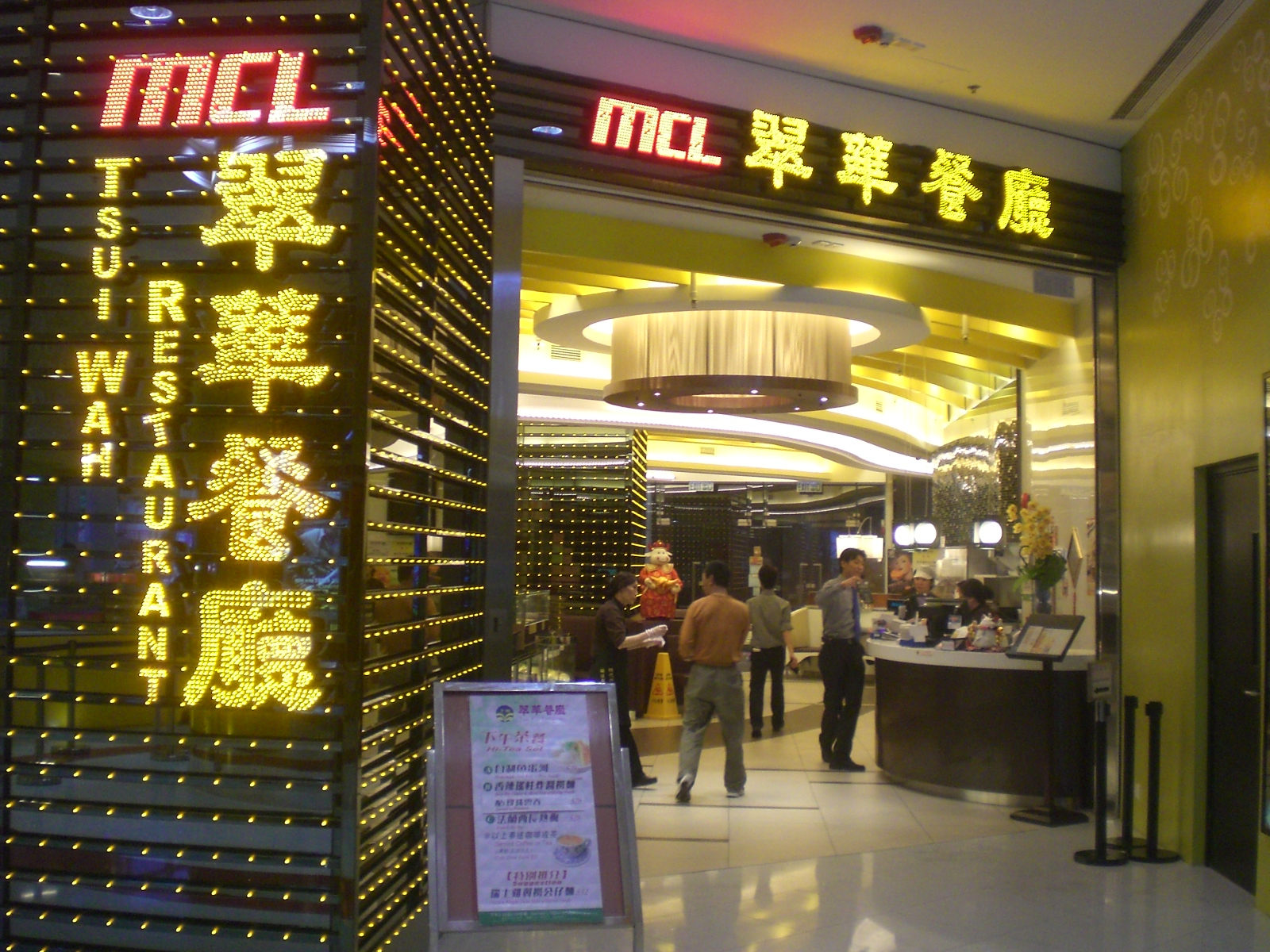
將軍澳新都城分店（結業前）
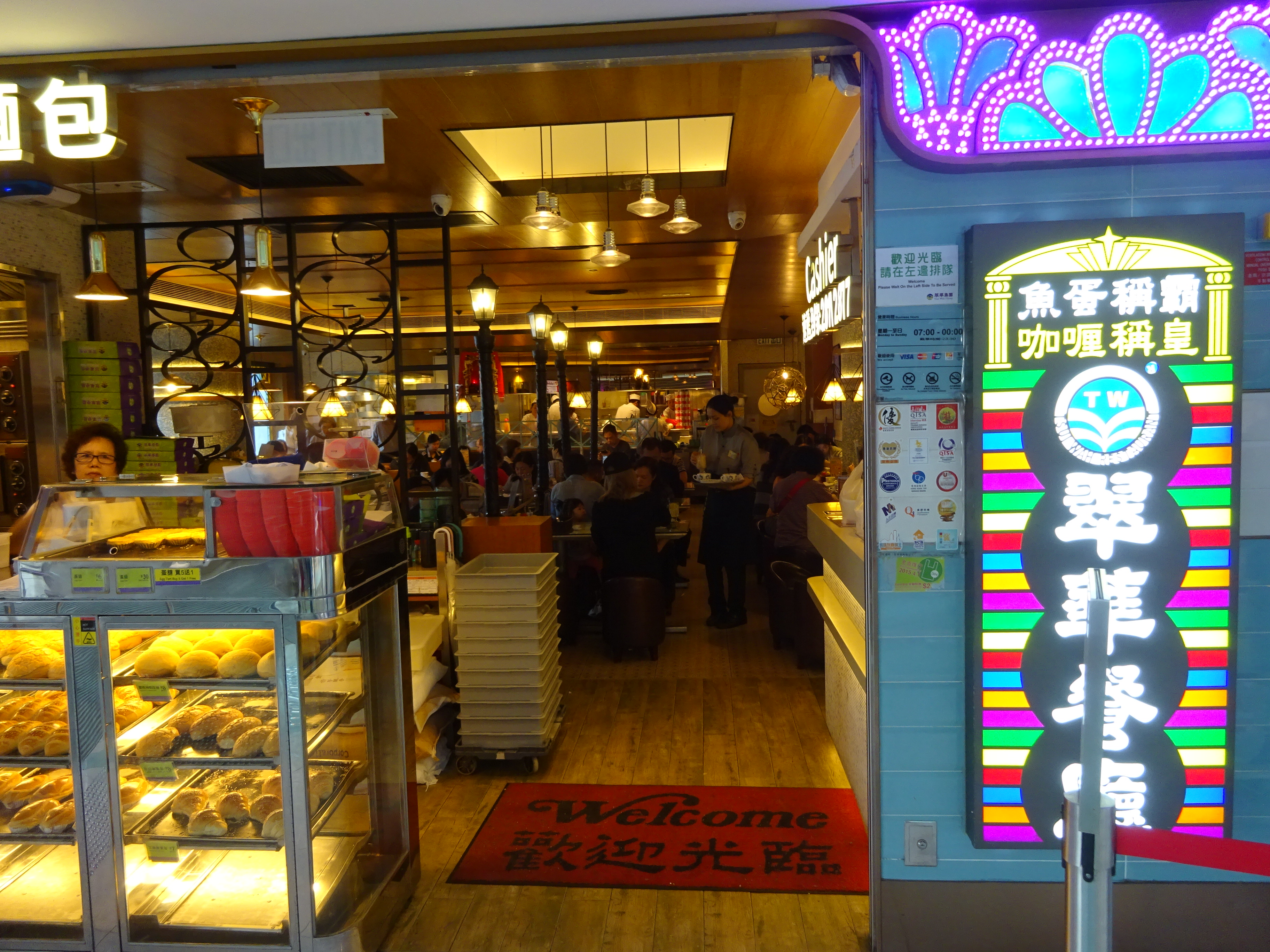
東涌富東邨分店
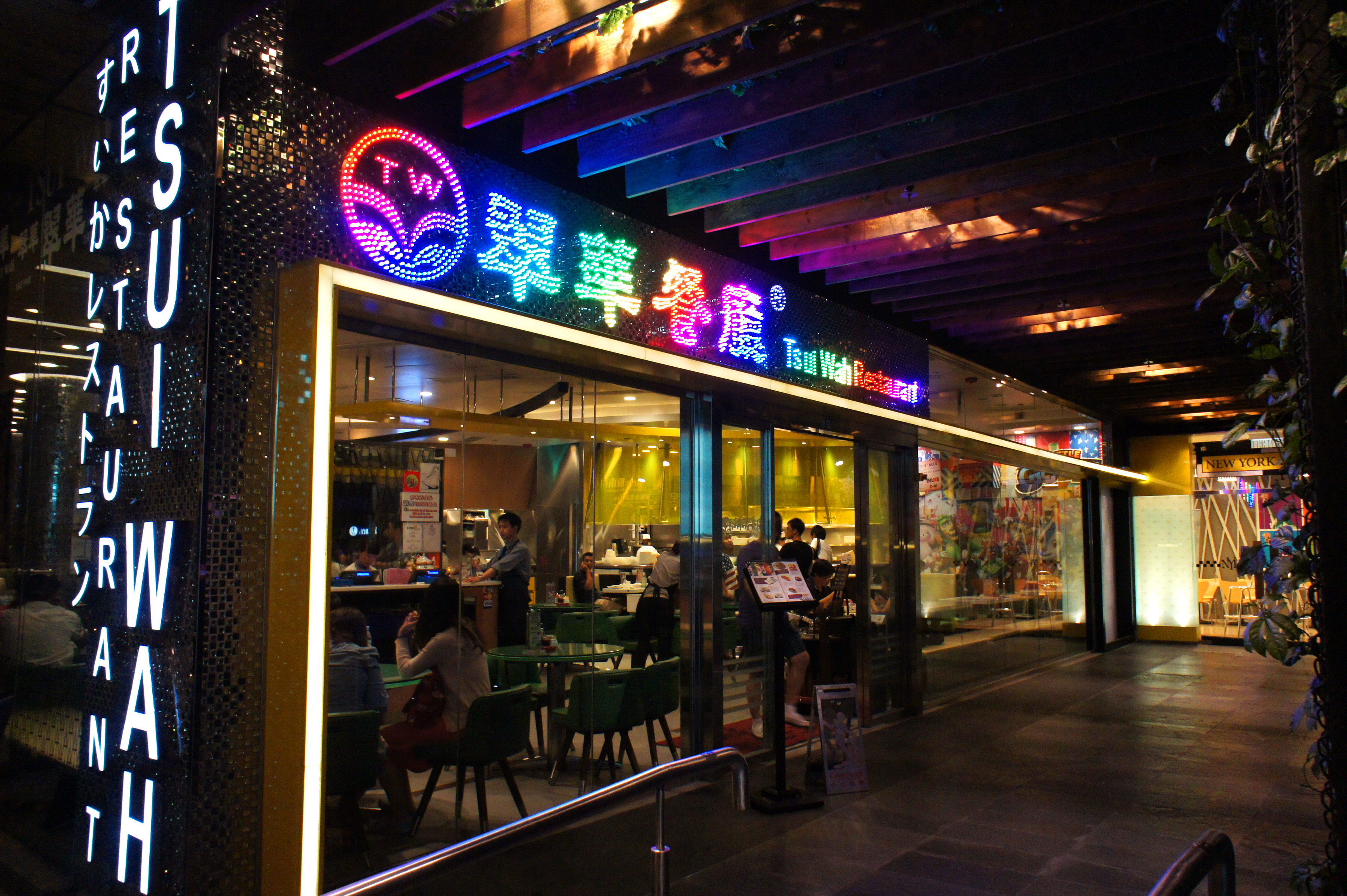
山頂廣場分店（結業前）
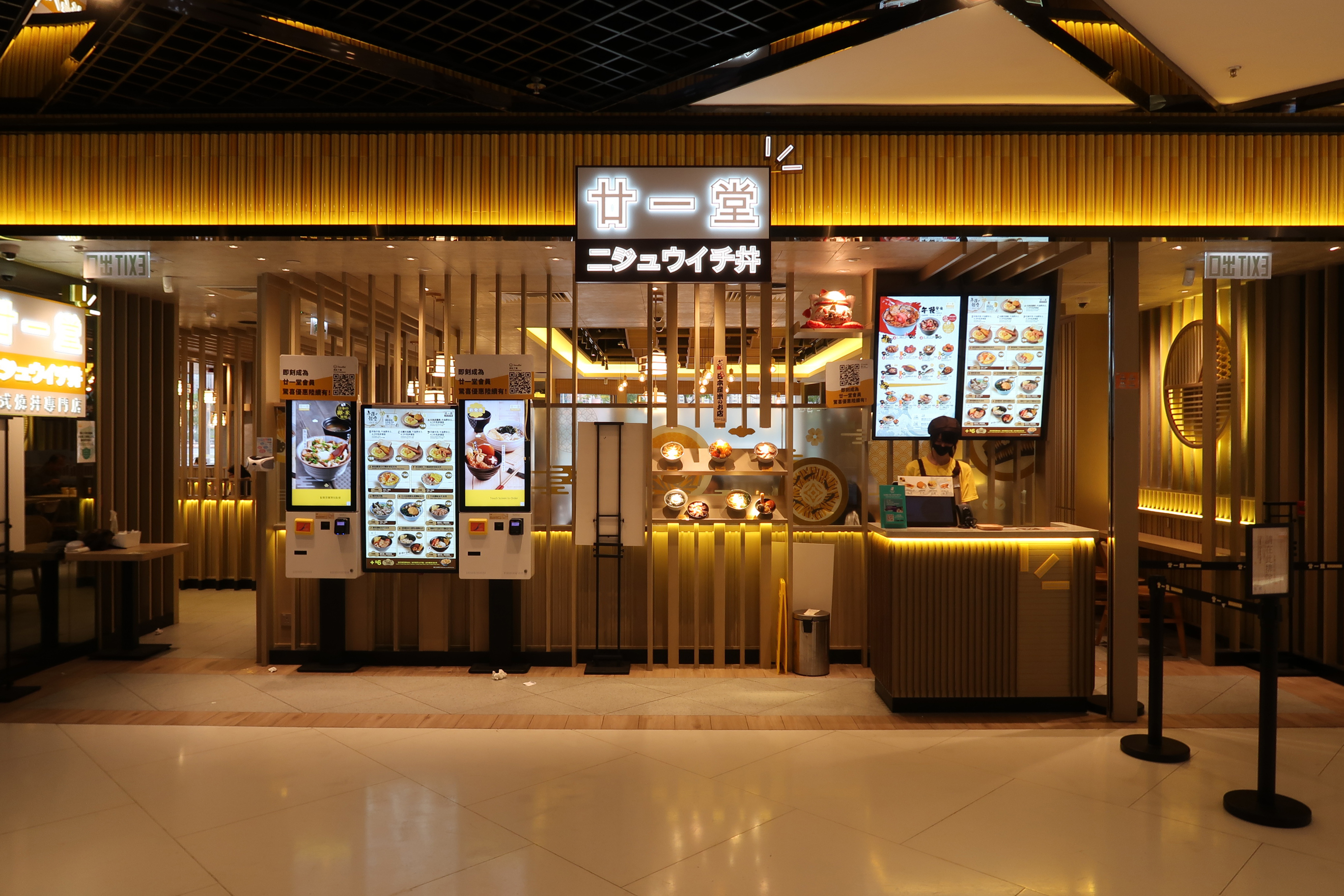
日式燒丼專門店「廿一堂」在海之戀商場分店